# Jørgen Carlsen
Jørgen Carlsen (født 22. september 1949) var forstander for Testrup Højskole 1986-2017 og medlem af Det Etiske Råd  2011-2017.
Han er student fra Sønderborg Statsskole i 1968 og blev mag. art. i idéhistorie fra Aarhus Universitet i 1977.
Jørgen Carlsen var derefter ansat på Aarhus Universitet og Danmarks Lærerhøjskole, indtil han i 1986 blev forstander for Testrup Højskole.
Jørgen Carlsen er censorformand for faget idéhistorie og klummeskribent i Kristeligt Dagblad.
Han var medredaktør af den 18. udgave af Højskolesangbogen (2006).
Han har bidraget til en række udgivelser om idéhistoriske, filosofiske og pædagogiske emner. I modtog han 2009 festskriftet Lys og sang – Jørgen Carlsen 60 år (forlaget Klim, 2009).
Jørgen Carlsen blev i 1971 gift med Anne Margrethe Zacher Carlsen (f. 1951). Sammen har de døtrene Signe (f. 1971) og Gunhild (f. 1983).